# Comité pour la réforme des collectivités locales
Pour les articles homonymes, voir Comité Balladur.
Le Comité pour la réforme des collectivités locales, dit comité Balladur, a été créé par décret du président de la République française Nicolas Sarkozy le 22 octobre 2008. Il est présidé par Édouard Balladur et est chargé « d'étudier les mesures propres à simplifier les structures des collectivités locales, à clarifier la répartition de leurs compétences et à permettre une meilleure allocation de leurs moyens financiers, et de formuler toute autre recommandation qu'il jugera utile ». Le comité a remis son rapport au président de la République le 5 mars 2009. Ces réflexions ont abouti à la réforme des collectivités territoriales et ont été prises en compte dans la loi relative à la délimitation des régions en 2015.

## Composition
- Président : Édouard Balladur
- Rapporteur général : Hugues Hourdin, conseiller d'État.
- Membres : Daniel Canepa, préfet de la région Île-de-France, préfet de Paris ; Jean-Claude Casanova, membre de l'Institut de France, président de la Fondation nationale des sciences politiques ; Jacques Julliard, historien ; Gérard Longuet, ancien ministre, sénateur ; Élisabeth Lulin, inspectrice des finances, directrice générale de Paradigmes ; Pierre Mauroy, ancien Premier ministre, sénateur ; Dominique Perben, ancien ministre, député ; Jean-Ludovic Silicani, conseiller d'État ; André Vallini, député ; Michel Verpeaux, professeur de droit public à l'université Paris-I (Panthéon-Sorbonne).
- Participants aux travaux avec voix consultative : Edward Jossa, directeur général des collectivités locales ; Philippe Josse, directeur du budget ; Marie-Christine Lepetit, directrice de la législation fiscale.

## Lettre «de mission» du président de la République
Une lettre adressée par le président de la République au président du comité est annexée au décret et en précise les missions :

« Le temps de mettre à l'étude et de décider une profonde réforme de l'administration locale est venu. Chacun s'accorde à reconnaître que la situation actuelle n'est pas satisfaisante : prolifération des échelons de décision, confusion dans la répartition des compétences, absence de netteté dans la répartition des moyens, qu'il s'agisse de recettes fiscales ou des concours de l'État, uniformité des règles appliquées à toutes les collectivités quelle que soit leur situation, complication résultant de tous les efforts faits à juste titre pour inciter les collectivités à coopérer les unes avec les autres. Il en résulte de multiples inconvénients : lourdeur des procédures, aggravation des coûts, inefficacité des interventions publiques et, finalement, éloignement des citoyens.

Nous ne pouvons attendre plus longtemps pour y porter remède. C'est pourquoi j'ai souhaité que soit constitué, sous votre présidence, un comité pour la réforme des collectivités locales. Vous avez bien voulu l'accepter et je vous en remercie.

Il vous appartiendra naturellement d'évoquer toutes les modifications d'ordre administratif, juridique ou fiscal qui vous paraîtront utiles. Je souhaite que soient, par priorité, mises à l'étude la modification des structures en vue de leur simplification, la répartition des compétences en vue de leur clarification, l'allocation des moyens financiers en vue de leur emploi le plus économe possible.

L'objectif à atteindre est clair : il s'agit de mieux prendre en compte les besoins des collectivités locales en leur permettant, grâce à des modalités d'organisation plus diverses, d'appliquer celles qui correspondent le mieux à leur situation particulière ; je pense notamment au cas de l'Île-de-France qui appelle des solutions appropriées.

Il y a lieu également de faire en sorte que les structures des collectivités territoriales favorisent une meilleure gestion des deniers publics et que les responsabilités de chacun apparaissent plus clairement à nos concitoyens.

Enfin, il faut que, dans le cadre de compétences mieux définies, soient non seulement préservées mais approfondies les libertés locales.

Votre comité, qui procédera à une large consultation des représentants élus des collectivités territoriales, devrait pouvoir me remettre ses conclusions et ses propositions à la fin du mois de février 2009. Bien entendu, dans l'attente de ces conclusions, et dans le souci de vous permettre de mener sans aucune confusion des études aussi sereines qu'approfondies, il est désirable que les pouvoirs publics s'abstiennent de toute initiative qui entrerait dans le champ de compétence du comité. »

— Extraits (texte intégral sauf formules de politesses) de la lettre adressée le 22 octobre 2008 par Nicolas Sarkozy à Édouard Balladur, Annexe du décret n° 2008-1078 du 22 octobre 2008 portant création du comité pour la réforme des collectivités locales.

## Projets
Vingt propositions ont été retenues le 25 février 2009. 16 ont été adoptées à la quasi-unanimité des onze membres, avec quelques abstentions (Jacques Julliard, Jean-Claude Casanova, Michel Verpeaux). Pierre Mauroy (PS) et André Vallini (PS) se sont démarqués sur trois propositions majeures : l'élection de conseillers territoriaux dans les assemblées régionales et départementales, l'organisation des nouvelles métropoles, la répartition des compétences et le Grand Paris.
Les projets du « Comité Balladur » ont été progressivement dévoilés à partir de janvier 2009, :
- Nombre de régions métropolitaines — Le nombre de régions métropolitaines sera ramené de 22 à une quinzaine, « à taille européenne ». Le choix devra être validé par référendum ou par délibération des assemblées concernées. La même procédure serait employée pour les regroupements de départements. Onze grandes communautés urbaines ou agglomérations de plus de 400 000 habitants (Lyon, Lille, Marseille, Bordeaux, Toulouse, Nantes, Nice, Strasbourg, Rouen, Toulon et Rennes) sont retenues comme « métropoles ». Elles seraient dotées des pouvoirs et des compétences des villes et des départements (action sociale, médico-social, collèges, environnement...). Dans ces ensembles, les communes actuelles ne conserveraient que des pouvoirs – et des ressources – restreints.
- Grand Paris — Le comité de réflexion Balladur va proposer pour la région Île-de-France la création d’un « Grand Paris » à l’horizon 2014. Le Grand Paris fusionnerait en une collectivité territoriale le département de Paris et les départements dits de « Petite Couronne » (Hauts-de-Seine, Seine-Saint-Denis, Val-de-Marne). Ces trois conseils généraux seraient supprimés, ainsi que le département de Paris. Les intercommunalités seraient dissoutes. Prenant modèle sur le Grand Londres, cette collectivité administrerait le développement économique, l’emploi, le transport ou le logement. Il pourrait également « mutualiser » les ressources fiscales des départements riches (Paris, Hauts-de-Seine) et pauvres (Seine-Saint-Denis). Le Grand Paris aurait les compétences des départements, des intercommunalités ainsi qu'une partie de celles des communes situées sur son territoire. À la différence des autres « métropoles » proposées par le comité, les communes situées à l'intérieur du Grand Paris conserveraient leurs ressources fiscales propres. Les 135 conseillers du Grand Paris seraient élus au scrutin de liste dans le cadre de nouvelles circonscriptions de quelque 500 000 électeurs, plus vastes que les actuels cantons. Les premiers de liste siégeraient aussi à la Région. Ainsi serait évitée, selon le comité, la « coupure » entre la petite couronne et le reste de l'Ile-de-France.
- Département — Le comité ne prônera pas la disparition des 100 départements, mais la redéfinition de leur champ de compétences ainsi que celles des régions. Leur « clause de compétence générale » devrait disparaître.
- Découpage territorial — D’ici à 2014, un découpage territorial interviendrait et un nouveau mode de scrutin pourrait être défini.
- Conseillers départementaux — Faute de pouvoir supprimer l'échelon départemental, le comité s'est prononcé en faveur d'un nouveau système de représentation des conseils généraux et régionaux. Les 4 039 cantons du territoire seraient supprimés et redécoupés dans des circonscriptions ou arrondissements plus étendus à l'intérieur des frontières départementales. Les conseillers départementaux seraient élus lors d'un scrutin de liste proportionnel à deux tours, avec une prime majoritaire. Cette élection, qui ne pourrait pas intervenir avant 2014, aurait lieu le même jour pour les deux collectivités. Les premiers de liste siégeraient au département ainsi qu'à la région ; les suivants dans la seule assemblée départementale. Cette formule dite « à fléchage » serait reprise dans les nouvelles métropoles. Elle s'inspire du modèle « PLM », en vigueur à Paris, Lyon et Marseille, système également appliqué dans l'élection des Assemblées provinciales et du Congrès de Nouvelle-Calédonie. Le comité suggère aussi que le nombre de conseillers régionaux passe en moyenne de 70 membres à 50 membres par assemblée (1 731 conseillers régionaux au total en 2009).
- Municipalités — Les pouvoirs des maires ne seraient pas modifiés. Les structures intercommunales seront renforcées. 92 % des 36 000 communes françaises[note 1] sont regroupées en communautés urbaines, agglomérations, syndicats de communes. Le comité Balladur veut achever le processus d'ici à 2014. Les dirigeants de ces structures seraient élus au suffrage universel, via des candidats « fléchés » (l'électeur n'a pas le choix du fléchage) sur les listes aux élections municipales. Le scrutin de liste serait étendu aux communes de moins de 3 500 habitants. Le panachage serait aboli dans celles de plus de 500 habitants.
- Clarification des compétences — Le comité n'a pas réattribué les compétences entre collectivités. Seules les communes et les agglomérations préserveraient tous leurs niveaux d'intervention avec la « clause générale de compétence ». Les attributions des départements et des régions seraient réglementées.